# 伊斯法罕核技術研究中心
伊斯法罕核技術研究中心是伊朗最大的核研究中心，位于伊斯法罕县中部。20世纪70年代，在法國的援助下，伊斯法罕核技術研究中心成立。 根據伊朗核問題全面協議，伊斯法罕核技術研究中心要接受国际原子能机构的监视。 2025年6月13日，以色列对伊斯法罕核技術研究中心的核设施发动空袭，摧毁了铀转化设施。 2025年6月22日，美国袭击伊朗核设施期間，伊斯法罕核技术研究中心遭到美国空军空襲。 
伊斯法罕核技術研究中心的核反應堆主要由中國援建： 
- MNSR – 27 kW微型中子源反应堆
- 轻水亞临界反应堆（LWSCR）
- 重水零功率反应堆（HWZPR）
- 石墨临界反应堆（GSCR）